# Тімішоарський тролейбус
Тімішоарський тролейбус — тролейбусна мережа в місті Тімішоара в Румунії. Відкрита 15 листопада 1942 року.

## Історія
Мережу було відкрито 15 листопада 1942 року. 1971 року відкрито нове трамвайно-тролейбусне депо. 1986 року відкрито лінію на вул. Банатул. 2001 року відкрито лінію на вул. Паризькій. 

## Лінії
У місті діє 7 тролейбусних ліній:

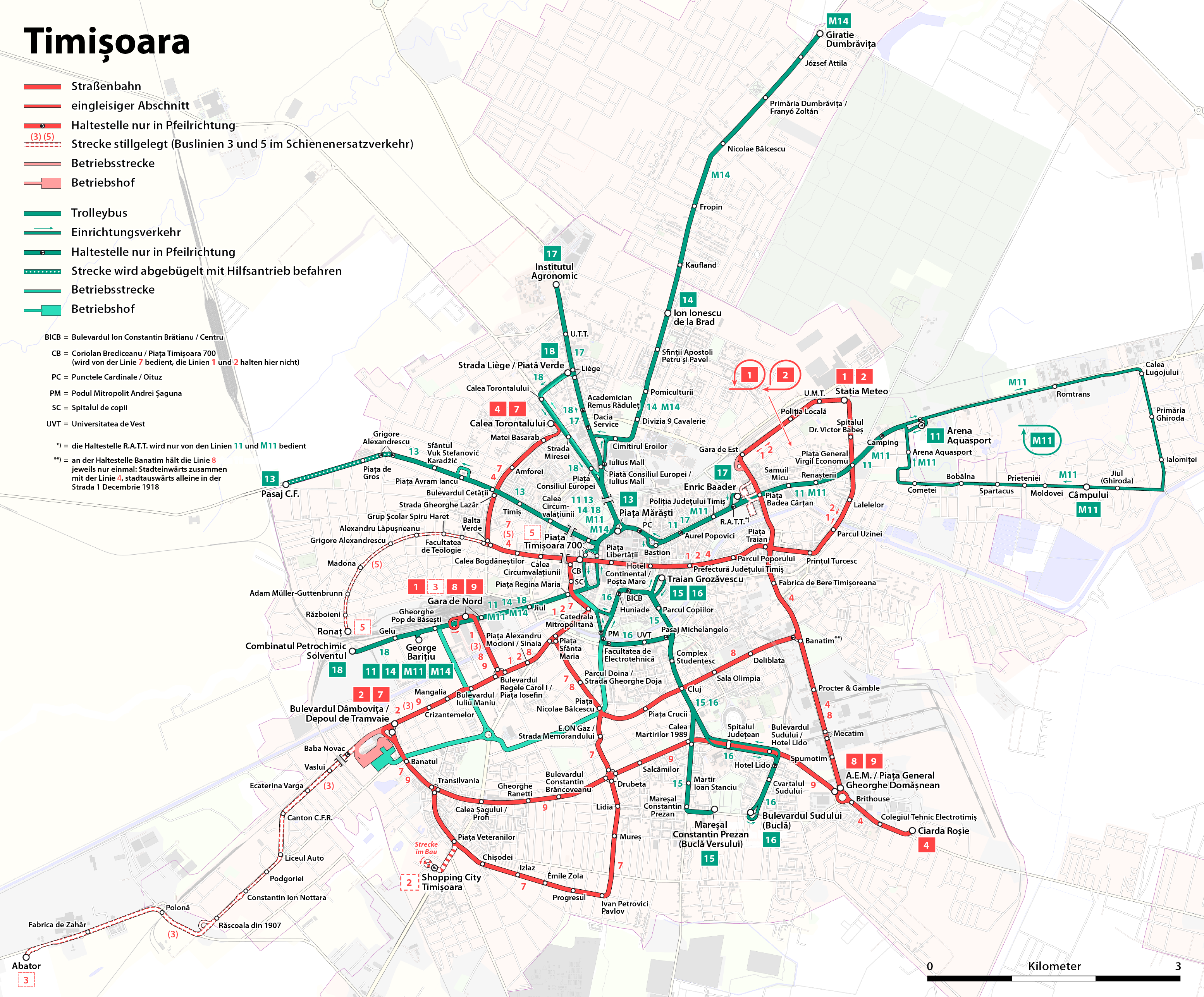
Схема тролейбусних та трамвайних маршрутів

- T11: Gheorghe Baritiu – Strandul Tineretului
- T14: Gheorghe Baritiu – Ion Ionescu de la Brad
- T15: Traian Grozavescu – M. Constantin Prezan
- T16: Traian Grozavescu – Sudului
- T17: Baader – Institutul Agronomic
- T18: C. P. Solventul – Torontalului
- T19: B-dul. I. C. Bratianu – M. Constantin Prezan

## Рухомий склад
Парк налічує 103 тролейбуси таких моделей:
- Škoda 24Tr Irisbus – 49
- Berliet ER100 – 34
- ROCAR E317 – 5
- ROCAR E217 – 5
- Ikarus/Ganz 280.93 – 3
- DAC/Rocar 117EA – 2
- Saurer 4IILM – 1
- Gräf & Stift GE110/54/57A – 1
- Gräf & Stift GE105/54/57A – 1
- ROCAR E312 – 1
- Vetter 16SO – 1